# ザ・フォー・ヴァガボンズ
ザ・フォー・ヴァガボンズ (The Four Vagabonds) は、アメリカ合衆国の男性ボーカル・グループ。1933年から1953年にかけての20年間活動した、1930年代のボーカル・カルテット・ジャイヴ (vocal quartet jive) と、第二次世界大戦後に多数が誕生した1950年代のリズム・アンド・ブルースのボーカル・グループを架橋する存在である。

## メンバー
ザ・フォー・ヴァガボンズは、1933年に、セントルイスのヴァション高等学校で、4人のアフリカ系アメリカ人生徒たち、ジョン・ジョーダン（John Jordan、リード・シンガー）、ノーヴァル・タボーン（Norval Taborn、バリトン）、ロバート・オニール（Robert O'Neal、テナー）、レイ・グラント（Ray Grant、バス、ギター伴奏をすることもあった）によって結成された。初期の作品には、ミルス・ブラザースの強い影響が現れていた。
当初は、カレッジ・ラジオに出演するところから始まり、地元セントルイスの WIL、次いでNBCラジオ・ネットワークの KSDに出演した。こうした活動は、やがて1936年のシカゴのラジオ局への移動につながり、『Don McNeill's Breakfast Club』やゲイリー・ムーアの『Club Matinee』へ出演するようになった。1940年代を通して、ザ・フォー・ヴァガボンズは、『Chesterfield Supper Club』や、『The Nat 'King' Cole Show』など、ネットワーク・ラジオの多数の番組に出演した。
1949年4月1日、テレビの先駆的な放送初期の段階で、シカゴでは地元のテレビ局 WENR-TV では、バラエティ番組『Happy Pappy』の放送を開始した。この番組は、レイ・グラントが司会を務め、ザ・フォー・ヴァガボンズをフィーチャーしており、ザ・モダン・モーズ (the Modern Modes) など他の様々なグループも出演していた、アメリカ合衆国のテレビにおいて最初の、アフリカ系アメリカ人ばかりが出演する番組であったが、長続きせずに終わった。
グループは、1950年代に入るまで活動を続けたが、視覚障害を患ったレイ・グラントの代わりを、ビル・サンフォード (Bill Sanford)、フランク・ヒューストン (Frank Houston) が次々務め、メンバー交代を重ねた。最後にリリースしたレコードは、1953年に出た「P.S. I Love You」のリイシューであった。
1980年代には、オリジナル・メンバーのひとりであったジョン・ジョーダンが、新たにフォー・ヴァガボンズを名乗るグループを結成した。1997年には、この1980年代のグループの一員であったビリー・シェルトン (Billy Shelton) が、これとはまた別のフォー・ヴァガボンズを始動させた。

## 死
オリジナル・メンバーが死去した日付は以下の通り。
- レイ・グラント - 1950年12月13日.
- ロバート・オニール - 1968年12月15日
- ジョン・ジョーダン - 1988年6月16日
- ノーヴァル・タボーン - 1990年1月23日

## ディスコグラフィ
| 年   | 曲名                                                                                            | レーベル         | フォーマット |
| ---- | ----------------------------------------------------------------------------------------------- | ---------------- | ------------ |
| 1941 | Slow and Easy Duke of Dubuque                                                                   | Bluebird         | 78 RPM, 10"  |
|      | Rosie the Riveter (published 1942) I Had the Craziest Dream                                     | Bluebird 30-0810 | 78 RPM, 10"  |
|      | Ten Little Soldiers (On a Ten Day Leave) Rose Ann of Charing Cross                              | Bluebird 30-0811 | 78 RPM, 10"  |
|      | It Can't be Wrong (from 1942 Warner Bros. film "Now, Voyager") Comin' In on a Wing and a Prayer | Bluebird 30-0815 | 78 RPM, 10"  |
|      | A G.I. Wish If I Were You                                                                       | Victor 20-1677   | 78 RPM, 10"  |
|      | Ho Cake Hominy And Sassafras Tea Kentucky Baby                                                  | Apollo 1030      | 78 RPM, 10"  |
|      | The Pleasure's All Mine Do You Know What It Means To Miss New Orleans                           | Apollo 1039      | 78 RPM, 10"  |
|      | Dreams Are a Dime A Dozen I Wonder Who's Kissing Her Now                                        | Apollo 1055      | 78 RPM, 10"  |
| 1947 | P.S. I Love You The Freckle Song                                                                | Apollo 1057      | 78 RPM, 10"  |
|      | Oh My Achin' Back Ask Anyone Who Knows                                                          | Apollo 1060      | 78 RPM, 10"  |
| 1947 | Choo Choo Lazy Country Side                                                                     | Apollo 1075      | 78 RPM, 10"  |
|      | That Old Gang of Mine Heart of My Heart                                                         | Apollo 1076      | 78 RPM, 10"  |
|      | Oh, What a Polka I Can't Make Up My Mind                                                        | Atlas VA111      | 78 RPM,10"   |

典拠